# Viktor Axelsen
Viktor Axelsen (Odense, 4 de enero de 1994) es un deportista danés que compite en bádminton, en la modalidad individual.
Participó en tres Juegos Olímpicos de Verano, obteniendo tres medallas, bronce en Río de Janeiro 2016, oro en Tokio 2020 y oro en París 2024, en la prueba individual. En los Juegos Europeos de Cracovia 2023 consiguió una medalla de oro en la prueba individual.
Ganó tres medallas en el Campeonato Mundial de Bádminton entre los años 2014 y 2022, y ocho medallas en el Campeonato Europeo de Bádminton entre los años 2012 y 2024.

## Palmarés internacional
| Juegos Olímpicos   | Juegos Olímpicos           | Juegos Olímpicos  | Juegos Olímpicos |
| Año                | Lugar                      | Medalla           | Prueba           |
| ------------------ | -------------------------- | ----------------- | ---------------- |
| 2016               | Río de Janeiro (Brasil)    | Medalla de bronce | Individual       |
| 2020               | Tokio (Japón)              | Medalla de oro    | Individual       |
| 2024               | París (Francia)            | Medalla de oro    | Individual       |
| Campeonato Mundial |                            |                   |                  |
| Año                | Lugar                      | Medalla           | Prueba           |
| 2014               | Copenhague (Dinamarca)     | Medalla de bronce | Individual       |
| 2017               | Glasgow (Reino Unido)      | Medalla de oro    | Individual       |
| 2022               | Tokio (Japón)              | Medalla de oro    | Individual       |
| Juegos Europeos    |                            |                   |                  |
| Año                | Lugar                      | Medalla           | Prueba           |
| 2023               | Tarnów (Polonia)           | Medalla de oro    | Individual       |
| Campeonato Europeo |                            |                   |                  |
| Año                | Lugar                      | Medalla           | Prueba           |
| 2012               | Karlskrona (Suecia)        | Medalla de bronce | Individual       |
| 2014               | Kazán (Rusia)              | Medalla de bronce | Individual       |
| 2016               | La Roche-sur-Yon (Francia) | Medalla de oro    | Individual       |
| 2017               | Kolding (Dinamarca)        | Medalla de bronce | Individual       |
| 2018               | Huelva (España)            | Medalla de oro    | Individual       |
| 2021               | Kiev (Ucrania)             | Medalla de plata  | Individual       |
| 2022               | Madrid (España)            | Medalla de oro    | Individual       |
| 2024               | Saarbrücken (Alemania)     | Medalla de bronce | Individual       |